# Eugen Petersen (arkæolog)
 Der er flere personer med dette navn, se Eugen Petersen.
Eugen Adolf Hermann Petersen (født 16. august 1836 i Heiligenhafen i Holsten, død 14. december 1919 i Berlin) var en tysk arkæolog. 